# (2092) Sumiana
(2092) Sumiana (1969 UP) – planetoida z pasa głównego asteroid okrążająca Słońce w ciągu 4,81 lat w średniej odległości 2,85 au. Odkryta 16 października 1969 roku.